# SS-Panzerregiment 1 LSSAH
Het SS-Panzerregiment 1 LSSAH (Leibstandarte-SS Adolf Hitler ) was een Duits tankregiment van de Waffen-SS tijdens de Tweede Wereldoorlog.

## Krijgsgeschiedenis

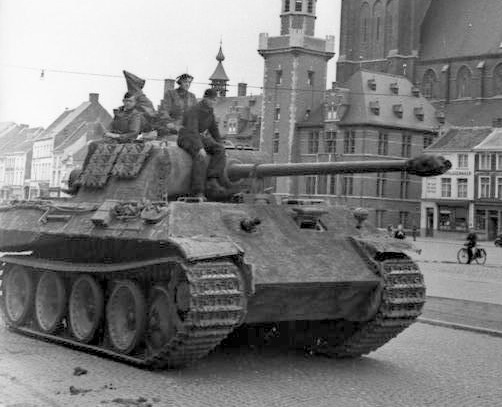
PzKw V Panther van het regiment in Vlaanderen in juni 1944

Oorspronkelijk werd Panzerregiment LSSAH op 14 oktober 1942 opgericht uit Panzer-Abteilung LSSAH. Daarbij werd de Pz.Abt. omgedoopt in II. Abteilung en een nieuwe I. Abteilung werd gevormd.
Het regiment maakte bij oprichting deel uit van de SS-Panzergrenadier-Division Leibstandarte Adolf Hitler en vanaf 22 oktober 1943 van de 1. SS-Panzer-Division Leibstandarte-SS Adolf Hitler en bleef dat gedurende zijn hele bestaan. Op 22 oktober 1943 werd het regiment dan ook omgedoopt naar SS-Panzerregiment 1 LSSAH, aangezien op dat moment alle SS-eenheden een nummer kregen.
Na de vernietiging in de Zak van Falaise in augustus 1944, werd het regiment in november 1944 in Duitsland opnieuw opgericht.
Het regiment capituleerde (met de rest van de divisie) bij Steyr aan Amerikaanse troepen op 8 mei 1945.

## Samenstelling bij oprichting
- I. Abteilung met 3 compagnieën (1-3)
- II. Abteilung met 3 compagnieën (4-6)

## Wijzigingen in samenstelling
Op 15 november 1942 werd een schwere compagnie opgericht.
Op 1 mei werd de I. Abteilung omgevormd tot een Panther-Abteilung met 4 compagnieën, ook II. Abteilung werd uitgebreid naar 4 compagnieën. .

## Opmerkingen over schrijfwijze
- Abteilung is in dit geval in het Nederlands een tankbataljon.

## Commandanten
| Rang                                                                        | Naam              | Begin            | Eind             |
| --------------------------------------------------------------------------- | ----------------- | ---------------- | ---------------- |
| SS-Obersturmbannführer SS-Standartenführer (postuum, vanaf 9 november 1943) | Georg Schönberger | 14 oktober 1942  | 20 november 1943 |
| SS-Sturmbannführer SS-Obersturmbannführer (vanaf 30 januari 1944)           | Joachim Peiper    | 20 november 1943 | 8 mei 1945       |

SS-Standartenführer Schönberger sneuvelde door granaatsplinterverwondingen bij Brusilov.
Panzerregiment 1 · Panzerregiment 2 · Panzerregiment 3 · Panzerregiment 4 · Panzerregiment 5 · Panzerregiment 6 · Panzerregiment 7 · Panzerregiment 8 · Panzerregiment 9 · Panzerregiment 10 · Panzerregiment 11 · Panzerregiment 15 · Panzerregiment 16 · Panzerregiment 17 · Panzerregiment 18 · Panzerregiment 21 · Panzerregiment 22 · Panzerregiment 23 · Panzerregiment 24 · Panzerregiment 25 · Panzerregiment 26 · Panzerregiment 27 · Panzerregiment 28 · Panzerregiment 29 · Panzerregiment 31 · Panzerregiment 33  · Panzerregiment 35 · Panzerregiment 36 · Panzerregiment 39 · Panzerregiment 69 · Panzerregiment 80 · Panzerregiment 100 · Panzerregiment 101 · Panzerregiment 102 · Panzerregiment 116 · Panzerregiment 118 · Panzer-Lehr-Regiment 130 · Panzerregiment 201 · Panzerregiment 202 · Panzerregiment 203 · Panzerregiment 204 · Schweres Panzer-Regiment Bäke · Panzerregiment Brandenburg · Panzerregiment Coburg · Panzerregiment Feldherrnhalle · Panzerregiment Feldherrnhalle 2 · Panzerregiment Hermann Göring · Panzerregiment Großdeutschland · Panzerregiment Kurmark · Panzerregiment von Lauchert · Panzerregiment Major Rettemeier · Fallschirm-Panzerregiment 1 · Fallschirm-Panzerregiment 21 · SS-Panzerregiment 1 LSSAH · SS-Panzerregiment 2 · SS-Panzerregiment 3 · SS-Panzerregiment 5 · SS-Panzerregiment 9 · SS-Panzerregiment 10 · SS-Panzerregiment 11 · SS-Panzerregiment 12